# Francesco Barbaro
Francesco Barbaro (1398-1454) (* Veneza, 1398 - † Veneza, 1454), foi humanista, filólogo, político, literato, filósofo, tradutor e diplomata veneziano. Um dos mais célebres literatos do século XV, era membro dos Bárbaros, família de patrícios de Veneza. Foi aluno de Giovanni di Ravenna, Gasparino Barzizza, Vittorino da Feltre e de Guarino de Verona (1370-1460).

## Biografia
Francesco Barbaro era filho de Candiano Barbaro, tio de Ermolao Barbaro, O Velho (1410-1474) e avô do humanista e erudito italiano Ermolao Barbaro, O Jovem (1453-1493). O pai de Francesco morreu em 1391 e por isso ele foi educado pelo seu irmão Zaccaria Barbaro. Francesco Barbaro fez seus estudos acadêmicos na Universidade de Pádua, recebendo o diploma de doutorado da Faculdade de Artes em 1412.   A Universidade de Pádua era um dos centros de estudos aristotélicos, de modo que Francesco foi influenciado pelos conceitos aristotélicos na Faculdade de Artes. Por volta de 1414-1419, quando Barbaro tinha por volta de 20 anos, Guarino de Verona lecionava na escola humanista de Veneza, e ele foi educado por Guarino no desenvolvimento do humanismo renascentista. E foi dentro deste contexto educacional que os dois leram e estudaram juntos a República de Platão. Quando Francesco Barbaro visitou Florença em 1414, ele convenceu Guarino a acompanhá-lo a Veneza. Barbaro levou Guarino para sua casa e estudou grego com ele.  
Em 1419 Barbaro se casou com Maria Loredan, filha do almirante e procurador Pietro Loredan († 1439). Francesco e Maria tiveram cinco filhas e um filho, Zaccaria Barbaro (1423-1492). Entrou para a vida política de Veneza, tornando-se senador em 1449 e procurador de São Marcos em 1452, cargo esse que era apenas inferior ao de doge. Em 1423 foi governador de Vicenza, em 1430 de Bérgamo e em 1434 de Verona. Como governador de Bréscia entre 1437 e 1440, teve papel conciliatório ao pacificar as duas facções rivais dos Avogradi e os Martinenghi, defendendo também a cidade contra o ataque dos milaneses liderados por Niccolò Piccinino (1386-1444). O sucesso de Barbaro foi eternizado por Giovanni Battista Tiepolo (1696-1770) em sua obra A Glorificação da Família Bárbaro. Mais tarde, tornou-se prefeito de Verona em 1441, e em 1445 foi nomeado governador de Pádua e novamente entre 1450 e 1452, e em 1448 Governador-Geral de Friuli. Retornando a Veneza foi conselheiro de estado.
Como diplomata, em 1426, foi nomeado embaixador de Veneza na corte do Papa Martinho V, para convencê-lo a se aliar aos venezianos na luta contra Milão, e, dois anos depois, representou Veneza no Concílio de Basileia, mas em suas sedes de Ferrara e Florença. Observado por Eugênio IV, foi nomeado enviado papal junto ao imperador Sigismundo (1368-1437), que por sua vez, lhe pede para representá-lo na corte da Boêmia. A pedido do Imperador, Francesco Barbaro tentou amenizar as relações entre o Imperador e os hussitas. Eugênio IV também se utilizou dos préstimos de Barbaro em suas negociações junto ao Imperador. Em 1443 torna-se embaixador de Veneza em Mântua e depois em Ferrara, em 1444 embaixador de Veneza em Milão e em 1446 novamente em Ferrara. Seu filho Zacarias também foi procurador de São Marcos.
Em Florença foi acolhido por humanistas toscanos como Leonardo Bruni (1369-1444) e Niccolò Niccoli (1364-1437), e dedicou uma amizade especial com Lorenzo de' Medici (1449-1492) a quem dedicou o tratado De re uxoria.

## Obras
Barbaro se dedicou à pesquisa, coleção e tradução de manuscritos antigos. Foi também patrono de Jorge de Trebizonda (1395-1486) e Flavio Biondo (1388-1463).
- De re uxoria (O livro do Matrimônio), obra escrita em apenas 25 dias e que foi publicada pela primeira vez por Badius Ascencius (1462-1535)[4] em 1513 e traduzida para o francês primeiramente em 1537 por Martin du Pin († 1572) e em 1667, por Claude Joly (1607-1700).[5] Nesta obra Barbaro fala sobre os objetivos do casamento, que é ter filhos, e o dever da esposa é educá-los. Uma cópia dessa obra foi dedicada aos recém-casados Lorenzo de' Medici e Ginevra Cavalcanti. A obra também foi traduzida para o italiano em 1548 por Alberto Lollio (1508-1568).[6]
- Autor de inúmeras Cartas.
- Foi tradutor da vida de Aristides, (1415), do grego para o latim, escrita por Plutarco
- Traduziu do grego para o latim da vida de Catão, O Velho de Plutarco, obra que dedicou a seu filho mais velho Zacarias, junto com a vida de Aristides.
- História do Cerco de Bréscia.

## Família Bárbaro
- Candiano Bárbaro († 1391), senador de Veneza e chefe da família ilustre, teve dois filhos: Francesco (1398-1454) e Zacarias Barbaro (1423-1492), pai de Ermolao (1454-1493), e Bispo de Treviso e de Verona.
- Ermolao Barbaro, O Velho, (1410-1474), prelado e bispo italiano. Era bisneto de Francesco Barbaro (1398-1454) e filho de Marcantonio Barbaro (1518-1595).
- Josaphat Barbaro (Veneza, 1413 - † 1494), negociante e viajante veneziano. Participou de diversas missões diplomáticas à Ásia e ao retornar escreveu algumas obras relatando suas viagens à Pérsia e à Índia.
- Niccolò Barbaro(1420–1494), filho de Marcantonio Barbaro, foi médico e patrício veneziano e autor de um relato ocular sobre a Queda de Constantinopla em 29 de Maio de 1453.
- Zaccaria Barbaro (1423-1492), (* 1423 - † Veneza, 29 de Novembro de 1492), filho de Francesco Barbaro (1390-1454), foi diplomata e patrício veneziano.
- Ermolao Barbaro, O Jovem (1454-1493), filho do procurador Zacharias Barbaro, e neto de Francesco Barbaro. Era tio de Daniele Barbaro (1514-1570) e de Marcantonio Barbaro (1518-1595).
- Zacaria Barbaro, filho de Matteo Barbaro, foi reitor de Náuplia e Argos de 1473 a 1477 e provedor geral de Chipre em 1479. Foi capitão na luta contra os turcos.
- Francesco Bárbaro, O Jovem (1495-1570) (* Veneza, 1495 - † Veneza, 20 de Março de 1570), filho de Daniele Barbaro e neto de Francesco Barbaro (1398-1454).
- Marco Barbaro (* Veneza, 1511 - † 1570), foi historiador e genealogista italiano. A sua obra Origine e discendenza delle famiglie patrizie é fundamental para o estudo da história veneziana.
- Daniele Barbaro (1514-1570) foi tradutor e autor de comentários sobre Vitrúvio.
- Marcantonio Barbaro (1518-1595), diplomata e patrício veneziano e irmão de Daniele Barbaro (1514-1570).
- Francesco Barbaro (1546-1616) (* Veneza, 16 de Março de 1546 - † Údine, 27 de Abril de 1616), foi diplomata e bispo católico italiano.
- Antonio Barbaro (1679), líder militar italiano.